# Fuma (hout)

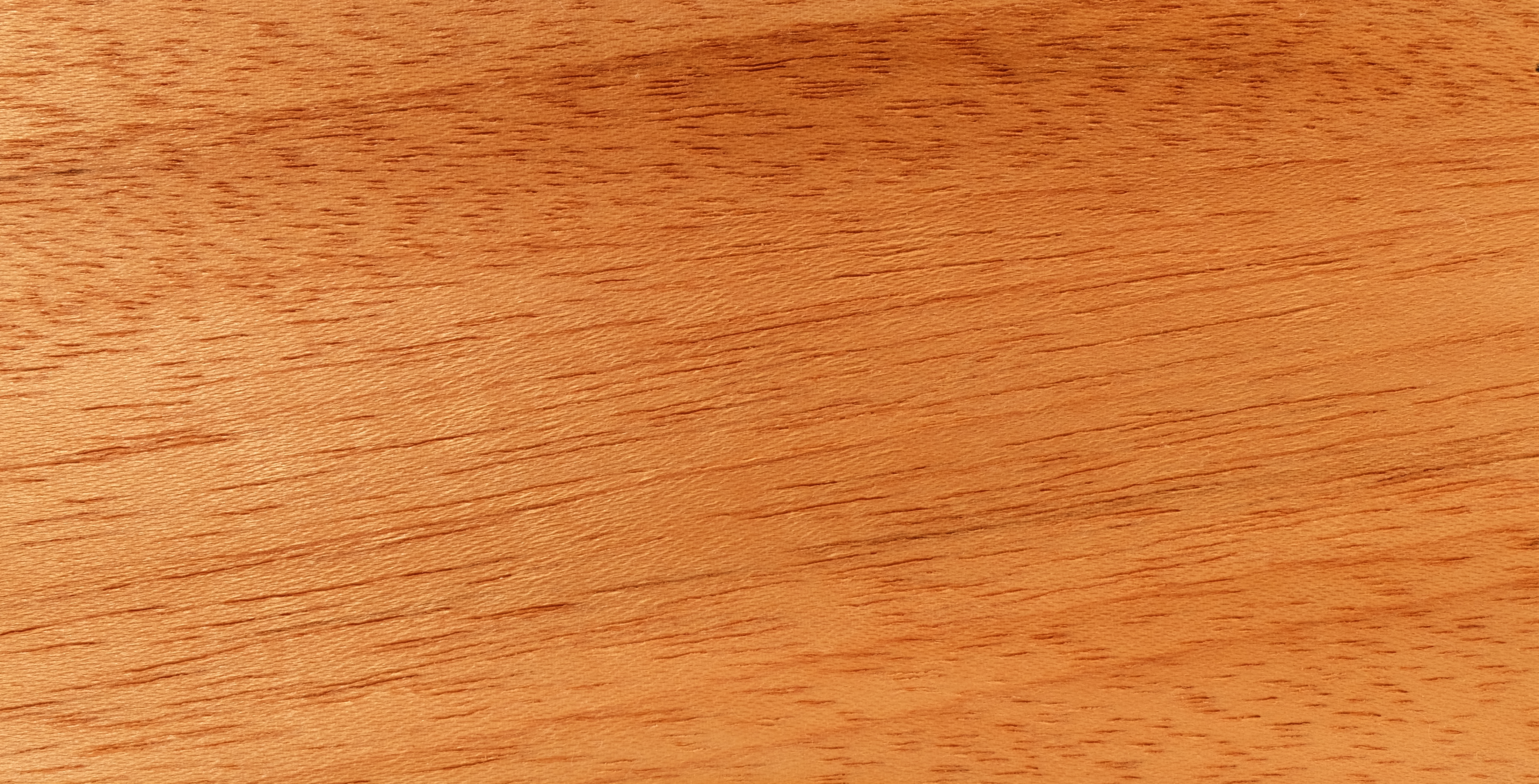

Fuma is het hout van Ceiba pentandra, de kapokboom (familie Bombacaceae/Malvaceae). Het is een van de qua gewicht lichtste loofhoutsoorten die in de handel is en is ook licht van kleur (gelig of grijzig) (vergelijk balsa). Het is makkelijk te bewerken, te lijmen en af te werken. maar geheel niet duurzaam. Ook is het niet sterk.
Fuma is hier vooral interessant voor triplex, zoals plaat dat gebogen kan worden. Massief wordt fuma wel gebruikt voor emballage, pulp en papier. Plaatselijk wordt het gebruikt voor snijwerk en kleine gebruiksvoorwerpen. 